# Adelheid van Meißen
Adelheid van Meißen (?, 1160 - Meißen, 2 februari 1211) was een dochter van Otto de Rijke, markgraaf van Meissen, en Hedwig van Ballenstedt. Zij was door daar haar huwelijk met Ottokar I hertogin - en later enige tijd koningin - van Bohemen. Dit huwelijk werd echter tegen de zin van Adelheid en haar familie in 1210 door de paus ongeldig verklaard.

## Biografie
Adelheid (ook wel Adela) van Meissen trouwde in 1178 met hertog Ottokar I van Bohemen, die op dat moment in Duitsland in ballingschap leefde. Korte tijd later keerden Ottokar en Adelheid terug naar Bohemen; zij moesten echter in 1193 het land weer verlaten omdat Ottokar was afgezet. Tijdens deze tweede ballingschap was Ottokar als huurling in dienst bij Duitse vorsten.
Bij zijn terugkeer in Bohemen in 1197 riep hij zichzelf tot koning uit. Hij verstootte Adelheid en liet zich in 1199 van haar scheiden, waarbij hij zich beriep op het feit dat zij te nauw verwant waren (consanguiniteit). Hij hertrouwde met Constance van Hongarije. Adelheid vocht de echtscheiding aan en werd hierbij gesteund door haar broer Diederik van Meißen. De zaak werd onderdeel van een strijd om de troon in Duitsland; het duurde het tot 1210 voordat de paus uiteindelijk in haar nadeel besliste. Zij stierf een jaar later.
Adelheid en Ottokar hadden vier kinderen: Vratislav, Margarethe, Bozislava en Hedvika. Haar dochter Margarethe trouwde met koning Waldemar II van Denemarken; zij kreeg in Denemarken de naam Dagmar.